# Székesfehérvár

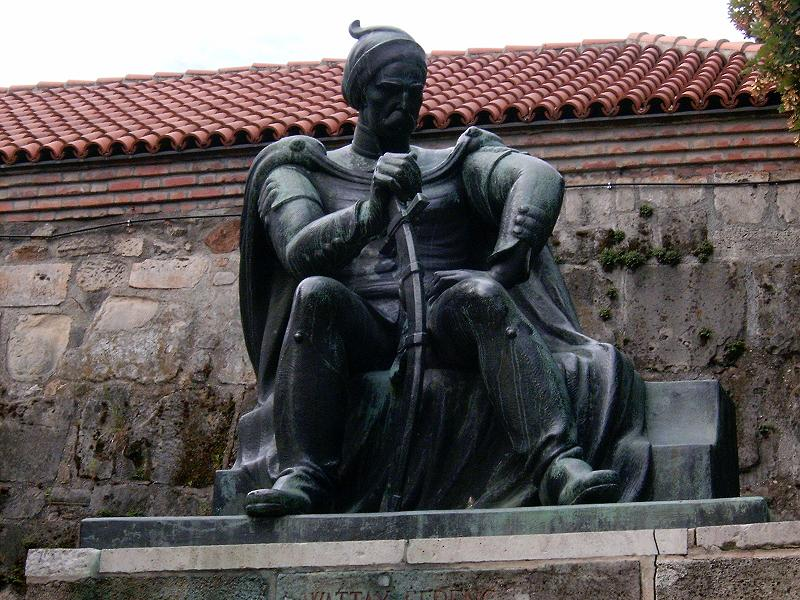
En staty av Wathay Ferenc.

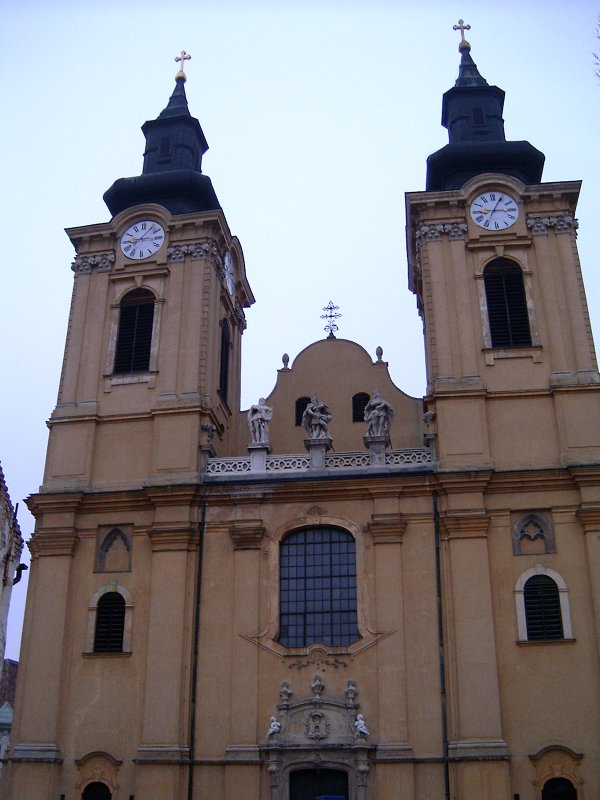
Stadens katedral

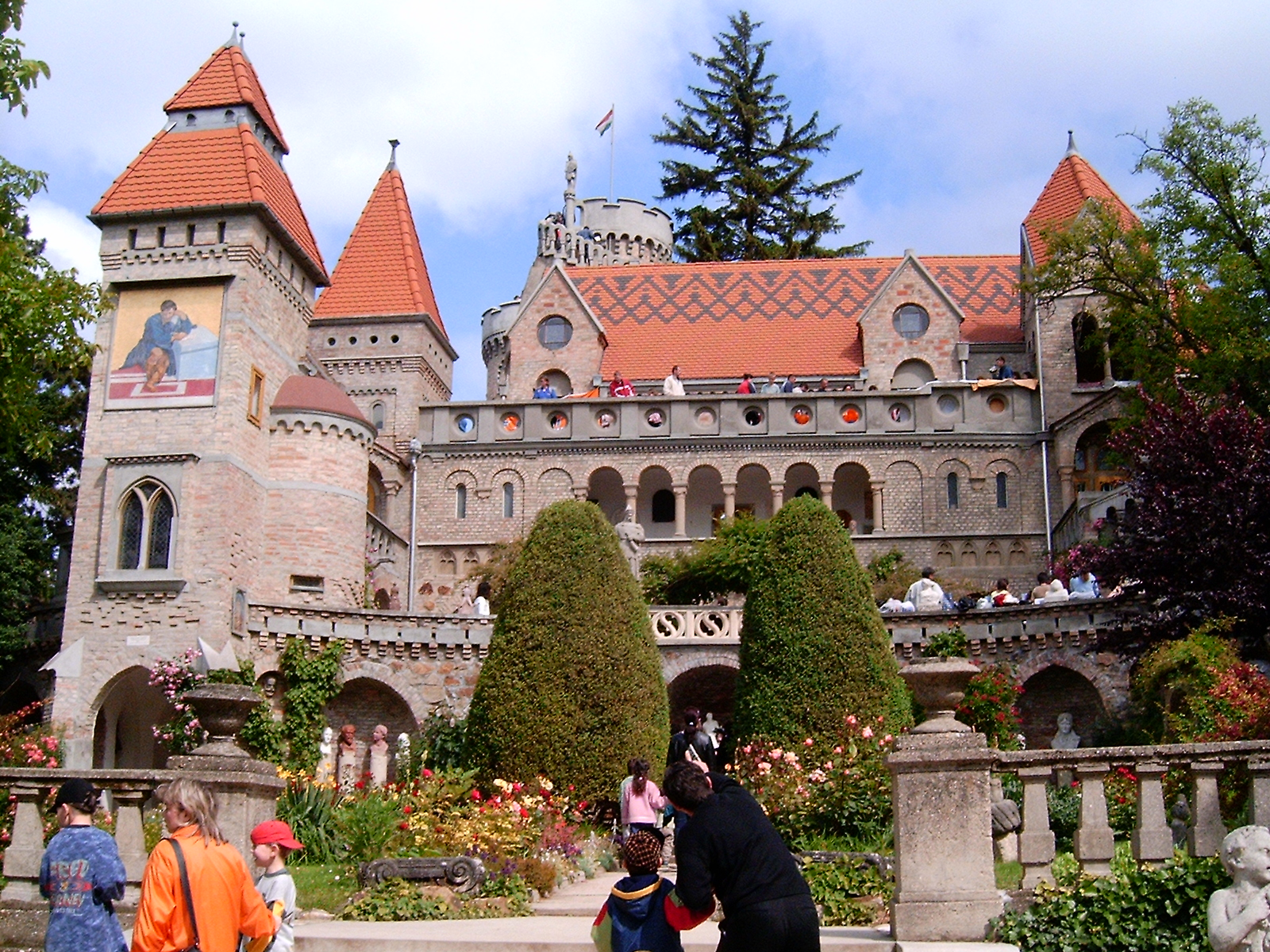
Boryslottet

Székesfehérvár (fil) (tyska: Stuhlweißenburg, kroatiska: Stolni Biograd, ibland även Fehérvár, "Den vita staden eller borgen", på ungerska) är en stad i centrala Ungern belägen omkring 65 kilometer sydväst om Budapest. Staden har 101 465 invånare (2005) och är provinshuvudstad i Fejér. Under medeltiden var staden en kunglig residens och en av de viktigaste städerna i landet. 37 kungar och 39 drottninggemål kröntes och 15 ledare har blivit begravda här.

## Namnets etymologi
Stadens namn betyder vitt slott med stolen/sätet, och översättningen finns i andra namn (tyska: Stuhlweißenburg, kroatiska: Stolni Biograd, serbiska: Стони Београд, turkiska: Istolni Belgrád) som betyder "vita slottet av/med stol/bord".
Ordet szék betyder att sätet relaterades till dess viktiga roll under de första århundradena som Kungariket Ungern: székhely betyder ett (kungligt) residens. Den första kungen av Ungern kröntes och begravdes här, så Székesfehérvár var huvudstad i landet. Den andra huvudstaden var Esztergom.

## Historia
Platsen har varit bebodd sedan 400-talet f.Kr. Under Romarriket kallades invånarna för Gorsium och Herculia. Under medeltiden var dess latinska namn Alba Regalis/Alba Regia. Staden var en viktig trafikknut mellan Balatonsjön och Velenceisjön, och flera transportrutor gick härifrån till Balkanländerna och Italien samt till Buda och Wien. Idag är staden trafikknut för inte mindre än sju järnvägslinjer.
Den ungerska staden grundades år 972 av Géza på fyra öar i strömmarna Gaja och Sárvíz. Han lät också bygga ett litet stenslott. Székesfehérvár nämndes första gången i ett dokument från biskopen i Veszprém år 1009, som Alba Civitas.
Gézas son, Stefan I, kröntes inte här, eftersom katedralen först var klar år 1039, ett år efter hans död. Stefan skapade stadsrättigheter till staden, lät staden bli omgärdad av en mur, byggde bland annat en skola, under sin regeringstid. Under tiden byggdes katedralen (byggd mellan 1003 och 1038). Området hade omkring 3 500 invånare under denna tiden och var ett kungligt säte för hundratals år. 43 kungar kröntes i Székesfehérvár (den senaste år 1526) och 15 kungar begravdes här (den senaste 1540).
Under 1100-talet utvecklades staden, kyrkor, kloster och hus byggdes. Den var en viktig station på pilgrimsvägen till Heliga landet. Andreas II delade ut den påvliga bullan här år 1222. Bullan inkluderade de adliga rättigheterna och kungens uppgifter, och den ungerska konstitutionen baserades på denna till 1848. Den jämförs ofta med Englands Magna Charta, som daterades endast sju år tidigare.
Under den mongoliska invasionen av Ungern (1241–1242) kunde erövrarna inte komma nära slottet, eftersom de inte kunde ta sig genom de omgivande sumpmarkerna då snön smälte. Under 1200- till 1400-talen utvecklades staden igen, och flera nya palats byggdes. Under 1300-talet omgärdades staden av stadsmurar.
Osmanska riket ockuperade staden efter en lång belägring år 1543. Staden blev under osmansk ockupation under 145 år, fram till 1688, utom en kort period 1601 då den blev återockuperad. Osmanerna förstörde större delar av staden, demolerade katedralen och det kungliga palatset, och de plundrade kungarnas gravar i katedralen. De kallade staden Belgrad (vita slottet) och byggde moskéer. Under 1500- och 1600-talet såg staden ut som en islamistisk stad. Större delar av urinvånarna flydde härifrån.
Staden började blomstra igen under 1700-talet. Den hade en blandad befolkning, ungrare, serber, kroater och mährare. År 1703 fick staden rättigheterna fri kunglig stad, men blev inte huvudstad igen eftersom landet nu var under Habsburgerna, som hade sitt kungliga säte i Wien, och juridiska möten hölls i Pozsony (Pressburg/Bratislava). Under mitten av århundradet byggdes nya byggnader (frankisk kyrka och kloster, jesuitkyrka, allmänna byggnader och barocka palats). Maria Teresia gjorde staden till ett episkopalsäte år 1777.
Under det tidiga 1800-talet assimilerades den tyska befolkningen. Den 15 mars 1848 gick invånarna in i revolutionen. Efter revolutionen och självständighetskriget förlorade Székesfehérvar sin betydelse och blev en stad vars ekonomi huvudsakligen bestod av jordbruk. Ny framgång kom mellan de två världskrigen då flera nya fabriker öppnades.
Efter andra världskriget genomgick staden industrialiseringen, som många andra städer i landet. Det viktigaste var Ikarus bussfabrik, Videoton radio- och TV-fabrik och Könnyűfémmű aluminiumframställning. Under 1970-talet fick Székesfehérvár över 100 000 (år 1945 endast omkring 35 000). Flera hushåll byggdes, men stadscentrumet behöll sin barocka atmosfär. De viktigaste barocka byggnaderna i staden är katedralen, det episkopala palatset och stadshuset.

## Utbildning
I staden finns en fakultet inom Västra Ungerns universitet.

## Idrott
De ungerska ishockeymästarna Alba Volán Székesfehérvár kommer från staden. Alba Volan spelar även i den österrikiska ligan EBEL.

## Vänorter
- Alba Iulia (Rumänien)
- Birmingham, Alabama, USA
- Blagoevgrad (Bulgarien)
- Bratislava (Slovakien)
- Cento (Italien)
- Chorley (Lancashire, Storbritannien) (sedan 1991)
- Kemi (Finland)
- Luhansk (Ukraina)
- Opole (Polen) (sedan 1978)
- Schwäbisch Gmünd (Tyskland) (sedan 1991)
- Zadar (Kroatien)